# Ulbrich Motors
Ulbrich Motors war ein südafrikanischer Hersteller von Automobilen.

## Unternehmensgeschichte
Das Unternehmen wurde am 10. Februar 1967 in Johannesburg gegründet. Zunächst wurden Autos und Boote restauriert. Die Erfahrungen im Umgang mit Kunststoff führten 1973 zum Beginn der Produktion von Automobilen und Kit Cars. Der Markenname lautete Ulbrich. Zwischen 2016 und 2019 endete die Produktion. Das Unternehmen wurde aufgelöst.

## Fahrzeuge
Im Angebot standen VW-Buggies.